# Петронис, Пранас Павилович

Генерал-майор П. Петронис с группой руководителей Литовской ССР (первый слева)

Пранас Павилович Петронис (лит. Pranas Petronis; 3 декабря 1910, Рачупени Виленская губерния Российская империя (ныне Купишкский район Паневежский уезд Литва) — 21 июня 1998, Вильнюс) — советский литовский военачальник, гвардии генерал-майор артиллерии.

## Биография
В 1928—1930 г. обучался в Паневежиской учительской семинарии. В 1930—1933 годах изучал математику в университете Каунаса. В 1933—1938 годах — курсант Литовской военной школы в Каунасе.
В 1938—1940 г. служил в литовской армии. В июле-августе 1940 — учился в каунасском военном училище.
С 1940 года служил начальником штаба службы формирования Литовской народной армии.
В 1940—1941 гг. — главный адъютант 29-го территориального стрелкового корпуса 184-й дивизии, в 1941—1942 г. — командир дивизиона артиллерийского полка дивизии, с 1942 года — начальник разведки 16-й Литовской стрелковой дивизии РККА, в 1942—1943 г. — майор, командир 224 артиллерийского полка 16-й Литовской стрелковой дивизии.
В 1943—1955 годах — полковник, начальник артиллерии 16-й Литовской стрелковой дивизии.
В 1955—1959 годах учился в Академии Генерального штаба вооружённых сил СССР.
В 1956—1959 г. — начальник Вильнюсского военного училища.
В 1958 году ему присвоено звание генерал-майора артиллерии.
В 1959—1961 г. — командующий артиллерией Гвардейской танковой армии.
В 1961—1976 г. — военный комиссар Республиканского военкомата Литовской ССР.
В 1976—1986 г. — руководитель президиума Литовского общества по культурным связям с соотечественниками за рубежом.
Член КПСС с 1943 года. В 1964—1981 годах — член ЦК Компартии Литвы.
В 1947—1959 и в 1963—1980 годах — депутат Верховного Совета Литовской ССР.
Член Президиума Верховного Совета Литовской ССР.
В 1970 году удостоен звания Заслуженный работник культуры Литовской ССР.
Автор книг «Великий подвиг советского народа» (1971), «Великая победа советского народа» (1974), «Борьба за освобождение Литовской ССР в Великой Отечественной войне» (1984).

## Награды
- Орден Красного Знамени (трижды)
- Орден Красной Звезды
- Орден Отечественной войны 1-й степени
- Орден Отечественной войны 2-й степени
- Орден Трудового Красного Знамени
- Орден Великого князя Литовского Гядиминаса 3-й степени
- Орден Ленина и другие ордена и медали СССР.

Пранаса Петронис умер 21 июня 1998 года. Похоронен в Вильнюсе на военном Антакальнисском кладбище.